# Liešno
Liešno és un poble i municipi d'Eslovàquia que es troba a la regió de Žilina, al centre-nord del país. La primera menció escrita de la vila es remunta al 1322.

## Demografia
| Godina             | 1994 | 2004    | 2014   | 2024    |
| ------------------ | ---- | ------- | ------ | ------- |
| Nombre de persones | 70   | 57      | 58     | 52      |
| Diferència         |      | −18,57% | +1,75% | −10,34% |

| Godina             | 2023 | 2024   |
| ------------------ | ---- | ------ |
| Nombre de persones | 54   | 52     |
| Diferència         |      | −3,70% |